# Air Catalunya
Air Catalunya era una companyia aèria catalana amb seu a Terrassa que va néixer amb vocació de connectar les principals ciutats catalanes amb altres ciutats europees en un radi d'uns 1.000 quilòmetres, mitjançant aeroports mitjans i petits.
Va iniciar les operacions amb un vol entre l'Aeroport de Girona - Costa Brava i l'Aeroport de Madrid-Barajas l'any 2001 i tenia previst poder fer-ho també des dels aeroports de Lleida-Alguaire, Sabadell, la Seu d'Urgell, les Terres de l'Ebre i Barcelona-Bages, aleshores alguns d'ells sense construir.